# بارباروس باروت
بارباروس باروت (انگلیسی: Barbaros Barut؛ زادهٔ ۲۶ ژانویهٔ ۱۹۸۳) بازیکن فوتبال اهل ترکیه است.
از باشگاه‌هایی که در آن بازی کرده‌است می‌توان به باشگاه فوتبال بایرن مونیخ ۲، باشگاه فوتبال آنکاراگوچو، باشگاه فوتبال گروتر فورث، باشگاه فوتبال قونیه‌اسپور، باشگاه فوتبال آدانااسپور، باشگاه ورزشی بولوسپور، باشگاه فوتبال مانیسااسپور، باشگاه فوتبال روت‌وایس اسن، باشگاه فوتبال بایرن مونیخ، و باشگاه فوتبال قاسم‌پاشا اسپور اشاره کرد.